# Amazóniai törpekuvik
Az amazóniai törpekuvik (Glaucidium hardyi) a madarak osztályának a bagolyalakúak (Strigiformes) rendjéhez, a bagolyfélék (Strigidae) családjához tartozó faj.

## Előfordulása
Brazília, Bolívia, Guyana, Francia Guyana, Suriname, Peru és Venezuela területén honos. A természetes élőhelye a szubtrópusi és trópusi síkvidéki esőerdők.

## Megjelenése
Átlagos testhossza 14 centiméter, testtömege 55-65 gramm.

## Külső hivatkozások
- Képek az interneten a fajról
- Internet Bird Collection - videók a fajról
- Xeno-canto.org - a faj hangja és elterjedési területe